# Pablo Díaz (activista)
Pablo Alejandro Díaz (La Plata, Argentina, 26 de junio de 1958) es un militante político argentino. Fue uno de los sobrevivientes de la Noche de los Lápices, ocurrida el 16 de septiembre de 1976 en la ciudad argentina de La Plata (capital de la provincia de Buenos Aires), durante la dictadura cívico-militar.
Pablo Díaz integró la Juventud Guevarista y estuvo detenido entre 1976 y 1978 en el Pozo de Banfield, donde fue torturado.
Su testimonio en el Juicio a las Juntas de 1985 hizo que el caso de la Noche de los Lápices se hiciera conocido, cobrando aún más notoriedad después del filme La noche de los Lápices de 1986.

## Actualidad
Pablo Díaz destaca la reivindicación de la militancia y de la movilización de los jóvenes que permiten que hoy ya no se sienta «culpable de haber luchado por un país mejor». Díaz recordó que la primera marcha por la reivindicación por el boleto escolar fue en septiembre de 1975, bajo la lluvia, y «éramos diez personas».
Afirma la importancia de la actual reivindicación de la militancia y la movilización de los jóvenes. «Antes debía explicar qué había sido la Noche de los Lápices». Agregó que hoy ese hecho «es un disparador»:

Ya no soy culpable de haber peleado por un país mejor. Antes sentía que tenía que salir a explicar, a pelearla, a decir y hoy me puedo quedar en mi casa y eso también es una satisfacción. [...] La sociedad ya ha generado una barrera del «Nunca más», porque los represores ya tienen una condena social.
Pablo Díaz

En 2022, Pablo Díaz terminó el colegio secundario, que había abandonado cuando fue detenido en 1976.